# Komorernas damlandslag i fotboll
Komorernas damlandslag i fotboll representerar Komorerna i fotboll på damsidan. Dess förbund är Fédération Comorienne de Football.